# Форті Давид Михайлович
Давид Михайлович Форті (позивний — «Форт»; 13 травня 1999, смт Орілька, Харківська область — 26 квітня 2022, м. Маріуполь, Донецька область) — український військовослужбовець, старший солдат полку «Азов» Національної гвардії України, учасник російсько-української війни. Кавалер ордена «За мужність» III ступеня (2022, посмертно).

## Життєпис
Давид Форті народився 13 травня 1999 року в смт Орілька, нині Лозівської громади Лозівського району Харківської области України.
Навчався на зв'язківця-залізничника, але потім його покинув і у 19 років підписав контракт з 14-м окремим батальйоном Національної гвардії України, брав участь в бойових діях на Донеччині.
У 2020 році вступив на факультет права Одеського державного університету внутрішніх справ.
Згодом доєднався до полку «Азов», де був парамедиком. Загинув 26 квітня 2022 року під час евакуації поранених на «Азовсталі» (м. Маріуполь, Донецька область).
7 грудня 2022 року у Києві з Давидом попрощалися побратими, там його кремували, 9 грудня 2022-го бійця поховали в родинних Орільках на Харківщині.

## Нагороди
- орден «За мужність» III ступеня (24 травня 2022, посмертно) — за особисту мужність і самовіддані дії, виявлені у захисті державного суверенітету та територіальної цілісності України, вірність військовій присязі[1];
- медаль «За військову службу Україні» (17 травня 2022) — за особисту мужність і самовіддані дії, виявлені у захисті державного суверенітету та територіальної цілісності України, вірність військовій присязі[2].